# Independent TV (India)
Independent TV, anteriormente Reliance Big TV, es un operador indio de televisión por satélite. Era una filial de Reliance Communications.

## Historia
Fue lanzado como Reliance Big TV en agosto de 2008. El servicio consiguió 1 millón de suscriptores en 90 días después de su lanzamiento ya que no había otros operadores en el mercado. El servicio luego fue renombrado a Reliance Digital TV. El operador fue adquirido por Pantel Technologies & Veecon Media en enero de 2018.
En marzo de 2018, la compañía lanzó una oferta de pre-reserva de televisión por satélite que fue un gran fraude, la compañía recaudó una gran cantidad de dinero en nombre de la reserva, pero las conexiones nunca se instalaron. Después de lanzar la oferta, el grupo Pantel Technologies & Veecon Media decidió renombrar la compañía a Independent TV.
La empresa luego no pudo brindarle la instalación a sus clientes debido a que su trato con el grupo STAR India expiró por falta de pago. El 23 de julio de 2018, TDSAT le exigió a STAR India e Independent TV que llegaran a un nuevo trato en un plazo de 4 semanas.